# Alexandru Rafila
Alexandru Rafila (n. 27 decembrie 1961, București, România) este un medic și politician român care, din 25 noiembrie 2021 este ministrul Sănătății. Ocupă funcția de deputat din 21 decembrie 2020, fiind afiliat la Partidul Social Democrat. Este șeful Disciplinei de Microbiologie al Universității de Medicină și Farmacie „Carol Davila” și șeful Laboratorului Institutului Național de Boli Infecțioase „Matei Balș” din București.

## Biografie
Rafila a fost admis la facultatea de medicină în anul 1980. Tatăl său era de asemenea medic. A absolvit facultatea în 1987, și-a făcut stagiul la Sfântu Gheorghe (deși nu a putut să învețe limba maghiară) și a obținut titlul de doctor în medicină în 2004. Din 2000 a activat ca medic primar în specialitățile de medicină de laborator / microbiologie și sănătate publică. A fost directorul Institutului Național de Sănătate Publică și a deținut funcțiile de Secretar de Stat pe probleme de asistență medicală și sănătate publică, fiind și, în repetate rânduri, consilierul personal al Ministrului Sănătății pe problema politicilor de sănătate.
Pe lângă activitatea desfășurată în România, expertiza Rafila este recunoscută și în străinătate, fiind expert OMS, NATO și al Comisiei Europene. A deținut funcția de membru în Comitetul Executiv al Organizației Mondiale a Sănătății (2014-2017) și a reprezentat România în comitetul director al ECDC (2009-2014). A fost ales de către OMS să reprezinte România în comitetul de conducere al acestei organizații.
Rafila a fost organizator și participant la numeroase conferințe medicale naționale și internaționale și evenimente legate de sănătatea publică și microbiologie. Este autor de articole, manuale, capitole de cărți și ghiduri pentru practica de sănătate publică și microbiologie. A contribuit la înființarea în 2016 a disciplinei de Microbiologie Medicală, în urma recomandărilor UEMS, for la care Rafila reprezintă România.
În octombrie 2020 a revenit în PSD, în trecut ocupând funcția de vicepreședinte al Departamentului de Sănătate al partidului, în perioada 2011-2012.

## Legături externe
- Pagina pe site-ul Societății Române de Microbiologie
- Cum a fost plătit Rafila de marile companii de medicamente. Filiera fundației lui Streinu-Cercel